# Jan Myczkowski
Jan Myczkowski (ur. 24 czerwca 1924 w Jankowicach, zm. 10 sierpnia 2006 w Krakowie) – polski profesor fizjologii roślin na Wydziale Ogrodniczym Akademii Rolniczej w Krakowie.

## Życiorys
Urodził się w rodzinie ziemiańskiej. W okresie okupacji niemieckiej od 1939 do maja 1944 był zatrudniony w rodzinnym majątku rolnym. W tym czasie ukończył gimnazjum w tajnym nauczaniu. Od 1942 do 1944 aktywnie uczestniczył w ruchu oporu jako żołnierz Armii Krajowej. 5 maja 1944, Jan Myczkowski, jego ojciec oraz bracia Stefan i Adam zostali aresztowani przez gestapo. Od połowy lipca do 30 września 1944 był przetrzymywany w więzieniu gestapo przy ul. Montelupich w Krakowie. Został osądzony przez niemiecki sąd doraźny i skazany na karę śmierci, którą zamieniono na pobyt w obozie koncentracyjnym. 1 października 1944 został przyjęty do niemieckiego obozu koncentracyjnego Flossenbürg. W obozie miał numer 27630. Po trzech tygodniach kwarantanny został przewieziony do komanda w miejscowości Lengenfeld w Saksonii. Pracował tam w fabryce zbrojeniowej do kwietnia 1945. Po likwidacji obozu w Langenfeld był ewakuowany w marszu śmierci do obozu Flossenbürg, ale nie dotarł tam. Został uwolniony przez wojska alianckie w maju 1945. Do domu w Jankowicach powrócił 10 lipca 1945.
Po II wojnie światowej uzyskał maturę i podjął studia na Wydziale Rolniczym Uniwersytetu Jagiellońskiego w Krakowie. Uzyskał dyplom inżyniera rolnictwa i magistra nauk agrotechnicznych w 1952. W latach 1951–1952 pracował w Laboratorium Rozwoju Roślin Instytutu Nawożenia i Gleboznawstwa w Krakowie, a po likwidacji laboratorium  podjął pracę na stanowisku kierownika jednostki w Przedsiębiorstwie Leśnej Produkcji Niedrzewnej „Las”, gdzie pracował 3 lata. W latach 1957–1960 pracował na stanowisku starszego asystenta w Instytucie Hodowli i Aklimatyzacji Roślin w Krakowie. W latach 1960–1973 był zatrudniony jako adiunkt w Zakładzie Fizjologii Roślin Polskiej Akademii Nauk. W 1973 został przyjęty na etat docenta w Instytucie Przyrodniczych Podstaw Produkcji Roślinnej Akademii Rolniczej w Krakowie i objął  kierownictwo Zespołu Fizjologii Roślin, a następnie po rozwiązaniu Instytutu, objął stanowisko kierownika Katedry Fizjologii Roślin Wydziału Ogrodniczego Akademii Rolniczej. Funkcję tę pełnił do roku 1994 do momentu przejścia na emeryturę.
Stopień doktora nauk rolniczych nadała mu w 1967 Rada Wydziału Rolniczego Wyższej Szkoły Rolniczej w Krakowie za rozprawę pt. „Przemiany związków azotowych w pszenicy kiełkowanej w temperaturze 22 °C oraz w temperaturze wernalizacji (1,5 °C)”. Stopień doktora habilitowanego nauk przyrodniczych w zakresie fizjologii roślin uzyskał w Instytucie Biologii Stosowanej Akademii Rolniczej w Krakowie w 1975 za pracę pt. „Charakterystyka chromatyny pszenicy w czasie kiełkowania i indukcji termicznej rozwoju generatywnego”. Tytuł naukowy profesora nauk rolniczych otrzymał w 1986. W latach 1978–1981 był dziekanem Wydziału Ogrodniczego Akademii Rolniczej w Krakowie.
W roku 1960 został honorowym członkiem Polskiego Towarzystwa Nauk Ogrodniczych.
W latach 1991–1999 był redaktorem naczelnym czasopisma naukowego „Folia Horticulturae”.
Był autorem lub współautorem kilkudziesięciu prac naukowo-badawczych oraz skryptów dla studentów Wydziału Leśnego. Został pochowany na cmentarzu Rakowickim w Krakowie (kwatera JA, rząd zach.).

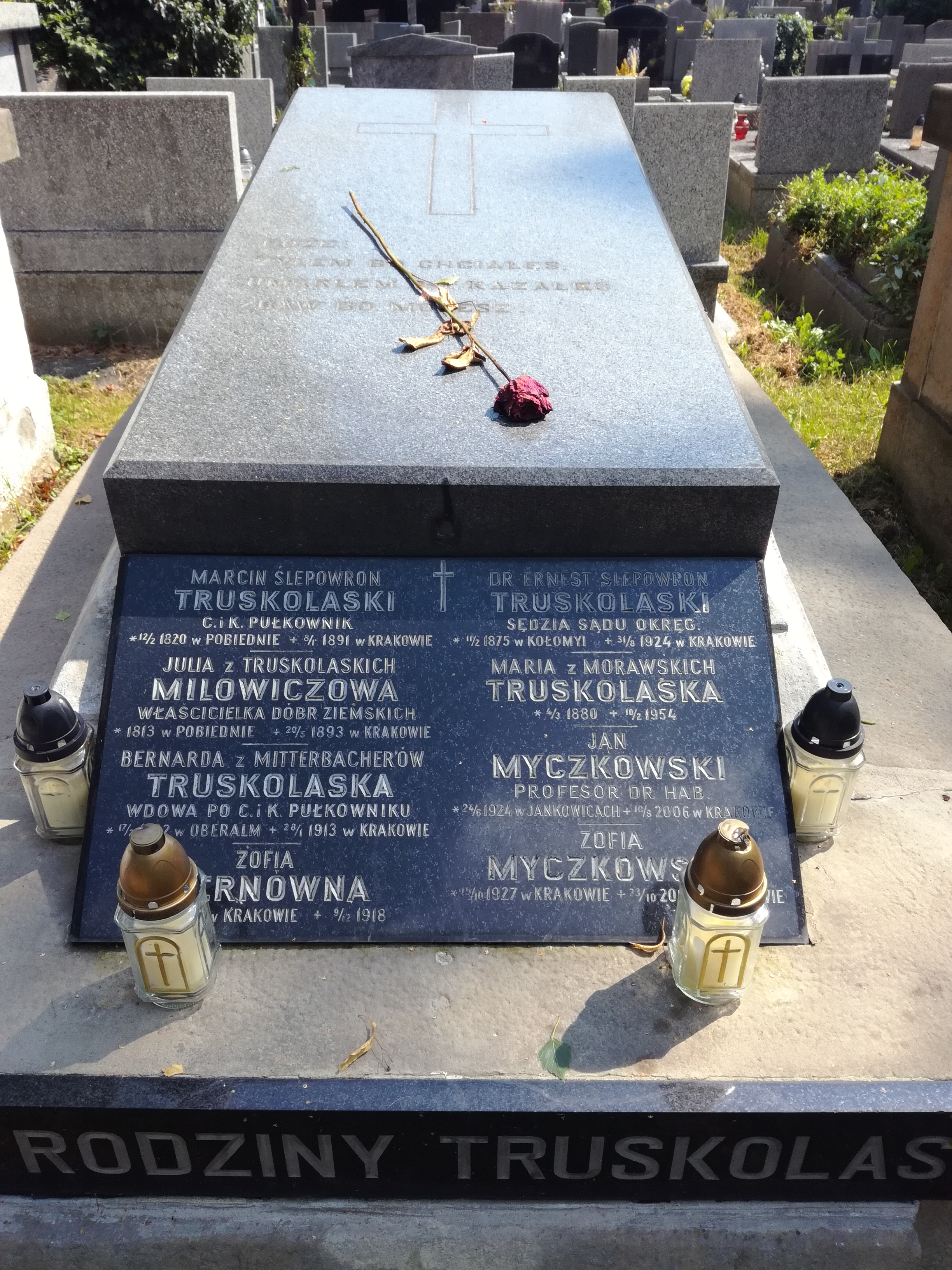
Grób prof. Jana Myczkowskiego na cmentarzu Rakowickim w Krakowie

Jego bratem był Stefan Myczkowski – profesor botaniki leśnej i ekologii lasu na Wydziale Leśnym Akademii Rolniczej w Krakowie.

## Odznaczenia[2]
- Krzyż Kawalerski Orderu Odrodzenia Polski
- Złoty Krzyż Zasługi
- Medal Komisji Edukacji Narodowej
- Krzyż Oświęcimski
- Medal Polskiego Towarzystwa Nauk Ogrodniczych (2003)